# تياسي كوني
تياسي كوني Tiassé Koné، من مواليد 17 أكتوبر 1987 في أبيدجان في ساحل العاج، لاعب كرة قدم عاجي.
بدأ مسيرته الكروية مع نادي أفريكا سبورتس، ولعب معهم حتى عام 2007، ومنذ عام 2008 وهو يلعب مع نادي سبارتاك نالتشيك الروسي.
و هو يلعب مع منتخب ساحل العاج لكرة القدم منذ عام 2008.

## روابط خارجية
- تياسي كوني على موقع قاعدة بيانات كرة القدم.إي يو (الإنجليزية)
- تياسي كوني على موقع ناشيونال فوتبول تيمز (الإنجليزية)
- تياسي كوني على موقع عالم كرة القدم.نت (الإنجليزية)